# サンレディース
株式会社サンレディースは、大阪府大阪市北区に本社を持つ業務請負・労働者派遣・職業紹介事業者。

## 概要
サンレディースは社名に「レディース」と付くものの、派遣社員、アルバイトに女性のみを雇用するわけではなく男性も雇用している。首都圏、関西圏、中部、九州などに拠点が29ヶ所（2017年現在）ある。仕事の内容は物流倉庫などでの検品、ピッキングなどの軽作業、製造業、飲食店等、イベント等のスタッフ、大型事務所移転、事務系など多彩な業種に派遣を行っている。常の勤務の交通費は時給に含まれる場合と、一部別に支給になる場合があるとしている。
他に物流関連、製造関連、棚卸代行業務など業務請負事業、有料職業紹介事業、棚卸ハンディレンタル事業を展開
沿革
- 1986年7月 大阪府堺市にて女性向けの労働者派遣事業者・サンレディースとして創業
- 1990年1月 法人化し、株式会社サンレディースとして設立。
- 1992年6月 新宿区に東京支店を開設。
- 1998年1月 本社を大阪市の現在地に移転
- 2003年3月-11月　拠点を拡大し、東京、横浜、埼玉、千葉に10ヶ所以上の支店を展開、池袋に首都圏本部を開設
- 2014年3月 適用除外業務である港湾運送業務への派遣を行っていたとして、2014年4月3日より梅田支店が4ヶ月間、その他の全支店が2ヶ月の業務停止命令と事業改善命令を受けている。[1]。
- 2017年4月　厚木支店開設